# Índigo-carmim
Carmim de índigo ou índigo-carmim, ou sal sódico do ácido 5,5'-indigodisulfônico, é um corante e indicador de pH com a fórmula química C16H8N2Na2O8S2.

## Usos
O uso primário do carmim de índigo é como indicador de pH. Ele é azul a pH 11.4 e amarelo a 13.0.
A sua solução usual é a aquosa a 0.2%.
É também usado na fabricação de cápsulas como um pigmento solúvel.
O índigo-carmim é também empregado como corante de contraste para a mucosa colorretal para melhor visualização de lesões detectadas pela colonoscopia.
É também usado como agente complexante para a análise de cobre por espectrofotometria.